# Isaac Vorsah
Isaac Vorsah, född 21 juni 1988 i Accra, är en ghanansk fotbollsspelare som sedan 2018 är klubblös.